# Ali Dad
Ali Dad (* 1964) je bývalý afghánský zápasník, účastník letních olympijských her 1988 v Soulu, kde ve volném stylu do 62 kg vypadl ve třetím kole.
V prvním kole podlehl Skubaczovi z Polska, ve druhém porazil Oportu z Panamy a ve třetím podlehl Lehtovi z Finska.